# FKスプートニク・レチツァ
FKスプートニク・レチツァ（ロシア語: ФК «Спутник» Речица）は、ベラルーシのホメリ州レチツァをホームタウンとするサッカークラブである。

## 歴史
2017年にレチツァで創設され、セカンドリーグに参加した。
2018年にセカンドリーグで3位の成績を残した。2019年にドネプル・マヒリョウとルチ・ミンスクが合併してプレミアリーグに参加することが決定され、ファーストリーグに欠員が生じたため、代わりにファーストリーグに昇格した。
2020年シーズンは同年11月7日に開催されたファーストリーグ第25節のFKリダ戦に勝利したことで、残り3試合で3位のクルムカチ・ミンスクとの勝ち点差が9となり、当該チーム間の対戦成績でも上回っていたため、プレミアリーグに初昇格することが決定した。レチツァのクラブがプレミアリーグに参加するのは2001年のヴェドリチ-97 (Ведрич-97) 以来となった。ヴェドリチ-97は1952年にドネプロヴェツ (Днепровец) として創設され、白ロシア・ソビエト社会主義共和国 (БССР) 時代には1991年に開催されたБССР最後のセカンドリーグで優勝し、ベラルーシ独立後の1992-93シーズンにはベラルーシ・カップの決勝に進出したが、2016年に解散した。

## 獲得タイトル

### 国内タイトル
- ベラルーシ・ファーストリーグ：1回
  - 2020

### 国際タイトル
- なし

## 過去の成績
| シーズン | ディビジョン     | ディビジョン | ディビジョン | ディビジョン | ディビジョン | ディビジョン | ディビジョン | ディビジョン | ディビジョン |
| シーズン | リーグ           | 順位         | 試           | 勝           | 分           | 敗           | 得           | 失           | 点           |
| -------- | ---------------- | ------------ | ------------ | ------------ | ------------ | ------------ | ------------ | ------------ | ------------ |
| 2019     | ファーストリーグ | 6位          | 28           | 13           | 6            | 9            | 46           | 36           | 45           |
| 2020     | ファーストリーグ | 1位          | 26           | 19           | 4            | 3            | 50           | 18           | 61           |
| 2021     | プレミアリーグ   | 16位         | 30           | 2            | 1            | 27           | 12           | 82           | 7            |